# ARN ribosomique 18S
L'ARN ribosomique 18S est l'ARN ribosomique constituant la petite sous-unité 40S des ribosomes d'eucaryotes. Chez l'homme, il est constitué de 1 869 nucléotides. C'est l'homologue chez les eucaryotes de l'ARN ribosomique 16S des procaryotes. Les gènes codant l'ARNr 18S sont appelés ADNr 18S (18S rDNA en anglais). La séquence de ces gènes est très utilisée en analyse moléculaire pour reconstruire l'histoire évolutive des organismes, particulièrement des vertébrés, dans la mesure où sa vitesse d'évolution relativement lente permet d'établir des divergences génétiques anciennes.
Les gènes de l'ARN ribosomique 18S sont parmi les plus fréquemment utilisés par les analyses phylogénétiques et sont un marqueur important pour les évaluations de la biodiversité par réaction en chaîne par polymérase (PCR) aléatoire. Les séquences des gènes d'ARN ribosomique sont en général faciles d'accès car elles sont entourées de régions hautement conservées permettant l'emploi d'amorces universelles. Leur disposition répétitive à travers le génome fournit de grandes quantités de séquences d'ADN modèles pour la PCR, même chez les petits organismes.
Le gène de l'ARNr 18S fait partie du noyau fonctionnel du ribosome et est donc soumis à des forces de sélection semblables chez tous les organismes. Ainsi, lorsque les premières études phylogénétiques à grande échelle ont été publiées — en premier lieu la phylogénie des animaux par Field et al. en 1988 — ce gène a été vu comme le principal candidat pour la reconstitution de l'arbre phylogénétiques des métazoaires. Les séquences de l'ARNr 18S ont par la suite révélé la divergence des Ecdysozoa  et des Lophotrochozoa, contribuant à l'une des révisions récentes de notre compréhension des relations entre métazoaires.